# Aletriko
Aletriko (gr. Αλεθρικό) – wieś w Republice Cypryjskiej, w dystrykcie Larnaka. W 2011 roku liczyła 1101 mieszkańców.